# Generativna gramatika
Generativna gramatika, ili generativizam je lingvistička teorija koja lingvistiku smatra proučavanjem pretpostavljene urođene gramatičke strukture. To je biološka ili biologistička modifikacija ranijih strukturalističkih teorija lingvistike, koja proizilazi iz logičke sintakse i glosematike. Generativna gramatika smatra gramatiku sistemom pravila koji generiše upravo one kombinacije reči koje formiraju gramatičke rečenice u datom jeziku. To je sistem eksplicitnih pravila koja se mogu više puta primenjivati za generisanje neograničenog broja rečenica koje mogu biti duge onoliko koliko neko želi da budu. Razlika u odnosu na strukturalne i funkcionalne modele je u tome što je objekat generisan u okviru glagolske fraze u generativnoj gramatici. Smatra se da je ova pretpostavljena kognitivna struktura deo univerzalne gramatike, sintaksičke strukture koja je uzrokovana genetskom mutacijom kod ljudi.
Generativisti su stvorili brojne teorije kako bi NP VP (NP) analiza radila u opisu prirodnog jezika. To jest, subjekat i glagolska fraza se pojavljuju kao nezavisni konstituenti, a objekat smešten unutar glagolske fraze. Glavna tačka interesovanja ostaje u tome kako na odgovarajući način analizirati Wh-pokretanje i druge slučajeve u kojima se čini da subjekt odvaja glagol od objekta. Iako generativisti tvrde da je to kognitivna stvarna struktura, neuronauka nije našla dokaze za to. Drugim rečima, generativna gramatika obuhvata predložene modele lingvističke spoznaje; ali još uvek nema konkretnih naznaka da su oni sasvim tačni. Nedavno su izneti argumenti da uspeh velikih jezičkih modela podriva ključne tvrdnje o generativnoj sintaksi, jer su oni zasnovani na značajno različitim pretpostavkama, uključujući verovatnoću gradijenta i memorisane konstrukcije, i nadmašuju generativne teorije kako u sintaksičkoj strukturi tako i u integraciji sa kognicijom i neuronaukom.

## Teorijski okviri
Postoji više različitih pristupa generativnoj gramatici. Ono što je zajedničko svima jeste napor da se osmisli skup pravila ili principa koji formalno definiše svaki član skupa gramatičnih izraza nekog prirodnog jezika. Termin generativna gramatika se dovodi u vezu sa sledećim lingvističkim školama:
- Transformaciona gramatika (TG)
  - Standardna teorija (ST)
  - Proširena standardna teorija (EST)
  - Revidirana proširena standardna teorija (REST)
  - Teorija principa i parametara (P&P)
    - Teorija upravljanja i vezivanja(GB)
    - Minimalistički program (MP)
- Monostratalne (ili netransformacione) gramatike
  - Relaciona gramatika (RG)
  - Leksičko-funkcionalna gramatika (LFG)
  - Gramatika sa generalizovanom fraznom strukturom (GPSG)
  - Gramatika sa fraznom strukturom vođenom glavom (HPSG)
  - Kategorijalna gramatika
  - Gramatika priključivanja stabala
  - Teorija optimalnosti (OT)

### Istorijski razvoj modela transformacione gramatike
Leonard Blumfild, uticajni lingvista u tradiciji američkog strukturalizma, video je drevnog indijskog gramatičara Paninija kao prethodnika strukturalizma. Međutim, u Aspektima teorije sintakse,  Noam Čomski piše da "čak i Paninijeva gramatika može da se tumači kao fragment takve 'generativne gramatike'". Taj stav je ponovo izneo u govoru povodom dodele nagrade održanom u Indiji 2001. godine, gde je izneo tvrdnju da je "Paninijeva gramatika sanskrita prva 'generativna gramatika' u značenju nalik modernom".
Vojno finansiranje generativističkih istraživanja je uticalo na njihov rani uspeh tokom 1960-ih.
Generativna gramatika se razvija od sredine 1950-ih, pri čemu je došlo do mnogih promena u vrstama pravila i prikaza koji se koriste kako bi se predvidela gramatičnost. Pri praćenju istorijskog razvoja ideja unutar generativne gramatike, korisno je referisati na različite faze u razvoju teorije:

#### Standardna teorija (1957–1965)
Takozvana standardna teorija odgovara prvobitnom modelu generativne gramatike koji je Čomski izložio između 1957. i 1965. godine. Dve najvažnije knjige iz ovog perioda su Sintaksičke strukture (1957) i  |location= |publisher= |year=1957}}Aspekti teorije sintakse (1965).
Središnji aspekt standardne teorije je razlika između dva različita prikaza rečenice, koji se zovu dubinska struktura i površinska struktura. Ova dva prikaza su međusobno povezana transformacionom gramatikom.

#### Proširena standardna teorija (1965–1977)
Takozvana proširena standardna teorija je formulisana tokom kasnih 1960-ih i ranih 1970-ih. Njena obeležja su:
- generalizovane frazne strukture (teorija X sa crtom)
- zaokret ka leksikalizmu u vidu odbacivanja transformacija koje menjaju vrstu reči
- ograničenja transformacija
- oba nivoa prikaza učestvuju u semantičkoj interpretaciji, a ne samo dubinska struktura, kao što je to bio slučaj u standardnoj teoriji.

Teorija X sa crtom je prvi put izložena u Čomskijevom radu "Komentari o nominalizaciji" (1970), u kojem je ujedno odbacio transformacije koje menjaju vrstu reči. U radu "Uslovi transformacija" (1973), Čomski je uveo brojna ograničenja transformacija kako bi predupredio potencijalno generisanje negramatičnih rečenica. Takođe je napravio važnu promenu u vezi sa semantičkom interpretacijom: za razliku od standardne teorije u kojoj je samo dubinska struktura učestvovala u semantičkoj interpretaciji, u proširenoj standardnoj teoriji i dubinska i površinska struktura određuju semantičku interpretaciju. Proširena standardna teorija (takođe poznata kao interpretativna semantika) se po ovome suštinski od generativne semantike, prema kojoj ne samo da dubinska struktura određuje semantičku interpretaciju, već je i jednaka semantičkom prikazu. Sukob između interpretativne i generativne semantike je detaljno obrađen u knjigama Lingvistički ratovi (1993) i Ideologija i lingvistička teorija (1995).

#### Revidirana proširena standardna teorija (1977–1981)
Takozvana revidirana proširena standardna teorija je prvi put formulisana 1977. godine u članku "Filteri i kontrola". Čomski i Laznik u ovom radu nastoje da pojednostave i uopšte transformacionu komponentu gramatike tako što će svesti pravila na jednostavne operacije (pomeranje, priključivanje i zamena) koje mogu da se primenjuju u bilo kojoj fazi derivacije. Primena transformacija je jedino ograničena principom očuvanja strukture. S druge strane, ulaz u dubinsku strukturu je ograničen leksičkim pravilima i pravilima teorije X sa crtom.Važna promena u revidiranoj proširenoj standardnoj teoriji je to što se površinska struktura paralelno preslikava na fonetski i semantički prikaz. Filteri i druga fonetska pravila odbacuju negramatične izlaze u fonetičkom obliku (PF), dok pravila tumačenja odbacuju negramatične izlaze u logičkom obliku (LF).

#### Teorija upravljanja i vezivanja/teorija principa i parametara (1981–1993)
Teorija upravljanja i vezivanja je prvi put detaljno izložena u Čomskijevoj knjizi Predavanja o upravljanju i vezivanju (1981), koja je uvela nekolicinu novih pojmova u generativnu gramatiku, od kojih su svakako najvažniji upravljanje i vezivanje.
Teorija principa i parametara je pristup unutar generativne gramatike u kojem se sintaksa nekog prirodnog jezika opisuje u skladu s opštim principima (tj. apstraktnim pravilima ili gramatikama) i posebnim parametrima (tj. markerima ili prekidačima) koji mogu da budu uključeni ili isključeni u određenim jezicima.

#### Minimalistički program (od 1993. do danas)
Minimalistički program je teorijski okvir zasnovan na hipotezi da je ljudska jezička sposobnost optimalna, što znači da sadrži samo ono što je neophodno kako bi se zadovoljile ljudske fizičke i komunikativne potrebe. Minimalizam pokušava da identifikuje neophodne odlike takvog sistema. Čomski je predložio ovaj istraživački program 1993. godine u jednom radu koji je kasnije ponovo objavljen u knjizi Minimalistički program.

## Evidencijalnost
Noam Čomski, glavni zastupnik generativne gramatike, verovao je da je pronašao lingvistički dokaz da deca ne uče sintaksičke strukture već ih "usvajaju" iz univerzalne gramatike. To je dovelo do uspostavljanja argumenta siromaštva stimulusa tokom 1980-ih. Međutim, kritičari su tvrdili da je Čomskijeva lingvistička analiza neadekvatna. Urađene su lingvističke studije kako bi se dokazalo da deca imaju urođeno znanje gramatike koje nisu mogli da steknu. Na primer, pokazano je da dete koje uči engleski zna kako da razlikuje položaj glagola u glavnim klauzama od položaja glagola u relativnim klauzama. U jednom eksperimentu, od dece se tražilo da pretvore potvrdnu rečenicu sa relativnom klauzom u upitnu rečenicu. Nasuprot očekivanjima istraživača, deca nisu pomerila glagol u relativnoj klauzi na početak rečenice, već na početak glavne klauze, što i jeste gramatično. Kritičari su međutim ukazali na to da ovo nije dokaz za siromaštvo stimulusa jer su osnovne strukture, za koje se pokazalo da deca mogu da manipulišu njima, zapravo veoma učestale u knjigama za decu i svakodnevnom jeziku. To je dovelo do burne rasprave koja je rezultovala odbacivanjem generativne gramatike iz mejnstrim psiholingvistike i primenjene lingvistike oko 2000. godine. Nakon toga, neki stručnjaci su tvrdili da su decenije istraživanja protraćene zbog generativne gramatike, pristupa koji nije uspeo da ostvari trajan uticaj na ovu oblast.
Ne postoje dokazi za to da su sintaksičke strukture urođene. Iako je otkriće gena FOXP2 pobudilo takve nade, nema dovoljno potpore za idejuda je to gen za gramatiku ili da je imao mnogo veze sa relativno skorašnjom pojavom sintaksičkog govora.
Neuronaučne studije pomoću ERP-ova nisu pronašle naučne dokaze za tvrdnju da ljudski um obrađuje gramatičke objekte kao da se nalaze unutar glagolske fraze. Umesto toga, istraživanje mozga je pokazalo da je obrada rečenica zasnovana na interakciji semantičke i sintaksičke obrade. Međutim, budući da generativna gramatika nije neurološka već psihološka teorija, potpuno je normalno da u oblasti neurologije nije moguće naći konkretan dokaz za postojanje glagolske fraze u mozgu. Zapravo, ova pravila ne postoje u našim mozgovima, ali ona modeluju spoljašnje ponašanje uma. To je razlog zašto generativna gramatika za sebe tvrdi da je psihološka teorija i zašto se smatra da je kognitivno stvarna.
Generativisti takođe tvrde da je jezik smešten unutar svog sopstvenog modula uma i da nema interakcije između obrade prvog jezika i drugih tipova obrade informacija, kao što je matematika. Ova tvrdnja nije zasnovana na istraživanju ili na opštem naučnom razumevanju toga kako mozak radi.
Čomski je odgovorio na kritike tako što je naglasio da su njegove teorije zapravo protivdokazne. On međutim veruje da je ovo slučaj istraživanja čija će prava vrednost biti shvaćena tek kasnije, kao što je to bio slučaj sa Galilejem.

## Napomene
1. ↑  Koerner 1978, p. 41f "it is worth noting that Chomsky cites Hjelmslev's Prolegomena, which had been translated into English in 1953, since the authors theoretical argument, derived largely from logic and mathematics, exhibits noticeable similarities. Cf. Chomsky's Syntactic Structures, which is based on the 1955 manuscript (Chomsky 1957:50), for a direct reference to Hjelmslev, and 115 f., the original [1957] bibliography)."
2. ↑  Smith 2002, p. 17 "the mind itself is not an undifferentiated general-purpose machine: it is compartmentalized in such a way that different tasks are subserved by different mechanisms. The mind is "modular". Sight and smell, taste and touch, language and memory, are all distinct from each other, from our moral and social judgment, and from our expertise in music or mathematics."

## Literatura
- Chomsky, Noam. 1965. Aspects of the theory of syntax. Cambridge, Massachusetts: MIT Press.
- Hurford, J (1990). „Nativist and functional explanations in language acquisition”. Недостаје или је празан параметар |title= (помоћ). In I. M. Roca (ed.), Logical Issues in Language Acquisition, 85–136. Foris, Dordrecht.
- Cipriani, E. (2019). Semantics in Generative Grammar. A Critical Survey. Lingvisticae Investigationes, 42, 2, pp. 134–85
- Isac, Daniela; Charles Reiss (2013). I-language: An Introduction to Linguistics as Cognitive Science, 2nd edition. Oxford University Press. ISBN 978-0-19-953420-3.
- „Mod 4 Lesson 4.2.3 Generative-Transformational Grammar Theory”. www2.leeward.hawaii.edu. Архивирано из оригинала 2018-09-16. г. Приступљено 2017-02-02.
- Kamalani Hurley, Pat. „Mod 4 Lesson 4.2.3 Generative-Transformational Grammar Theory”. www2.leeward.hawaii.edu. Архивирано из оригинала 2018-09-16. г. Приступљено 2017-02-02.